# Kucsmás csupaszpöfeteg
A kucsmás csupaszpöfeteg (Gautieria morchelliformis) a Gomphaceae családba tartozó, Eurázsiában és Észak-Amerikában honos, lomberdők talajában élő, nem ehető gombafaj. Egyéb elnevezései: hagymaszagú álpöfeteg, papsapka csupasz-álpöfeteg, papsapka-álpöfeteg.

## Megjelenése

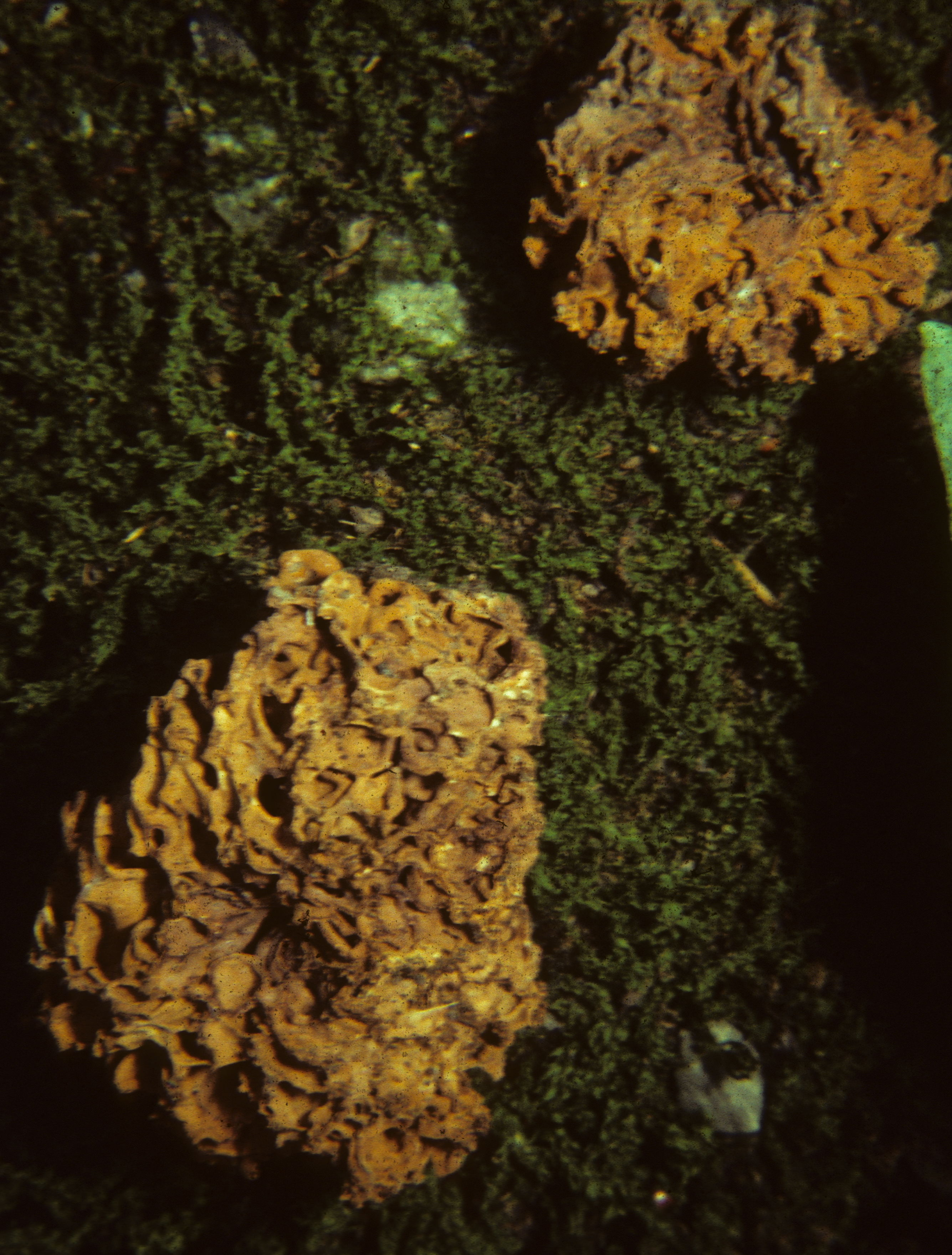

A kucsmás csupaszpöfeteg termőteste 1-3 (8) cm széles szabálytalan, néha megnyúlt gumó, alján fehér, gyökérszerű szálakkal. Fiatalon, amikor még teljesen a föld alatt van, színe fehéres, majd citromsárga; amikor a föld fölé kerül már világos zsemleszínű, végül vörösbarna. Külső burka (perídiuma) hamar lefoszlik és csak a belső termőrész látható, amely egy kucsmagomba összegyűrt, összenyomott, szivacsos süvegéhez hasonlít.
Belső termőrésze eleinte fehéres, később többé-kevésbé vörösbarna, állaga kocsonyás vagy sajtszerű. Szivacsszerű, apró kamrákból áll, melyek a szélei felé egyre kisebbekk. Spórái a kamrák falán keletkeznek. Szaga kellemes, gyümölcsös-balzsamos, de idősen a spórák érésével és húsa lágyulásával szaga kellemetlenné (rohadó hagymaszerű) válik; íze nem jellegzetes.
Spórapora halványsárgás vagy okkerszínű. Spórája ellipszis alakú, hosszanti bordás, teteje tompa, mérete 12-27 x 8-18 µm. Az esővízzel terjednek.

### Hasonló fajok
A rongyos csupaszpöfeteg, esetleg a lebenyes gödröstrifla hasonlít hozzá. 

## Elterjedése és termőhelye
Eurázsiában és Észak-Amerikában honos. Magyarországon ritka. 
Lombos erdők (főleg tölgy vagy bükk alatt) talajába félig-meddig besüppedve, vagy a felszín alatt néhány cm-rel található meg. Az agyagos, homokos talajt részesíti előnyben. Áprilistól októberig terem. 
Nem ehető. 